# Гусятинський коледж Тернопільського національного технічного університету імені Івана Пулюя
Гусятинський коледж Тернопільського національного технічного університету імені Івана Пулюя — вищий навчальний заклад 1-2 рівнів акредитації в смт Гусятині.
Директор — доктор економічних наук, кандидат технічних наук, доцент К. Зеленський.

## Історія
Заснований у квітні 1986 як політехнічний технікум. Від 1997 — структурний підрозділ ТНТУ (тоді ТДТУ), від 1999 — коледж. З 2021 відокремлений структурний підпрозділ "Гусятинський фаховий коледж ТНТУ"

## Спеціальності
Спеціальності (рівень ФМБ):
- Інформаційна, бібліотечна та архівна справа
- Облік та оподаткування
- Інженерія програмного забезпечення
- Менеджмент
- Галузеве машинобудування
- Автомобільний транспорт
- Харчові технології
- Енергетика, електротехніка та електромеханіка

Спеціальності (Робітничі професі)
- Бухгалтерський облік
- Верстатник широкого профілю
- Обліковець з реєстрації бухгалтерських даних
- Секретар керівника

- Муляр
- Слюсар з ремонту колісних транспортних засобів
- Оператор комп’ютерного набору